# Richtlinie 2014/29/EU über einfache Druckbehälter
Die Richtlinie 2014/29/EU des Europäischen Parlaments und des Rates vom 26. Februar 2014 zur Harmonisierung der Rechtsvorschriften der Mitgliedstaaten über die Bereitstellung einfacher Druckbehälter auf dem Markt, kurz Druckbehälterrichtlinie, regelt das Inverkehrbringen und die Sicherheit von einfachen Druckbehältern in der EU. In dieser Richtlinie werden einheitliche Bestimmungen über die Bereitstellung auf dem Markt und die Inbetriebnahme von einfachen Druckbehältern festgelegt.
Mit dieser Richtlinie werden die bereits bestehenden EU-Bestimmungen über die Bereitstellung auf dem Markt und die Inbetriebnahme von einfachen Druckbehältern aktualisiert. Dies ist Teil der Anstrengungen zur Modernisierung des EU-Rechts in einer Vielzahl von Industriebranchen, um die Vorschriften zu vereinfachen, den Verwaltungsaufwand zu verringern und klarere und einheitlichere Vorschriften zu schaffen.
Die Richtlinie über einfache Druckbehälter ist, wie alle europäischen Richtlinien, an die Mitgliedsstaaten gerichtet und sie muss daher von den einzelnen Mitgliedstaaten in nationales Recht umgesetzt werden. In Deutschland erfolgt dies durch das Produktsicherheitsgesetz (ProdSG) – welches das bis Ende 2011 geltende Geräte- und Produktsicherheitsgesetz ablöste. Ihre nationale Umsetzung in Deutschland findet sie in der Sechsten Verordnung zum Produktsicherheitsgesetz (Verordnung über die Bereitstellung von einfachen Druckbehältern auf dem Markt).

## Ziele
Die Rechtsvorschrift der Europäischen Union (EU) über die Bereitstellung auf dem Markt und die Inbetriebnahme von einfachen Druckbehältern (beispielsweise Tauchflaschen) verfolgen zwei Hauptziele:
- die Gewährleistung des Schutzes von Menschen, Haus- und Nutztieren und Gütern vor der Gefährdung durch Leckage oder Bersten, die bei einfachen Druckbehältern auftreten können;
- die Harmonisierung der Vorschriften zum Verkauf einfacher Druckbehälter in der EU.[2]

## Definition von einfachen Druckbehältern
Die Richtlinie gilt für serienmäßig hergestellte Druckbehälter wie geschweißte Behälter, die dazu bestimmt sind, einem relativen Innendruck von mehr als 0,5 bar ausgesetzt zu sein und Luft oder Stickstoff aufzunehmen, jedoch keiner Flammeneinwirkung ausgesetzt werden, sowie für drucktragende Teile und Verbindungen des Behälters mit bestimmten Stahl- beziehungsweise Aluminiumqualitäten.
Die Richtlinie gilt nicht für
- Behälter, die speziell für eine Verwendung in der Kerntechnik vorgesehen sind;
- Behälter, die speziell zur Ausstattung von Wasserfahrzeugen oder Luftfahrzeugen bestimmt sind;
- Feuerlöscher.

### Anwendungsbereich
Einfache Druckbehälter sind:
- geschweißte Behälter, die dazu bestimmt sind, einem relativen Innendruck von mehr als 0,5 bar ausgesetzt zu sein und Luft oder Stickstoff aufzunehmen, jedoch keiner Flammeneinwirkung ausgesetzt werden
- die drucktragenden Teile und Verbindungen des Behälters sind entweder aus unlegiertem Qualitätsstahl oder aus unlegiertem Aluminium oder aus nichtaushärtbaren Aluminiumlegierungen hergestellt
- der Behälter besteht aus einem der beiden folgenden Elemente:
  - einem zylindrischen Teil mit rundem Querschnitt, der durch nach außen gewölbte oder flache Böden geschlossen ist, wobei die Umdrehungsachse dieser Böden der des zylindrischen Teils entspricht
  - zwei gewölbten Böden mit gleicher Umdrehungsachse
- der maximale Betriebsdruck des Behälters liegt bei 30 bar oder darunter, und das Produkt aus diesem Druck und dem Fassungsvermögen des Behälters (PS × V) beträgt höchstens 10 000 bar·L
- die niedrigste Betriebstemperatur liegt nicht unter −50 °C und die maximale Betriebstemperatur bei Behältern aus Stahl nicht über 300 °C und bei Behältern aus Aluminium oder Aluminiumlegierung nicht über 100 °C.

## CE-Kennzeichnung
In Anhang 2 sind die Bestimmungen und Verfahren zur Konformitätsbewertung festgelegt. Dies sind EU-Baumusterprüfung (Modul B), welches die technischen Unterlagen festlegt. Hier sind Entwürfe und Fertigungszeichnungen und Pläne von Bauteilen, die Prüfberichte und auch die Betriebsanleitung und die Sicherheitsinformationen gemäß Anhang III Nummer 2 gefordert.
Ebenso eine Aufstellung darüber, welche harmonisierten Normen, deren Fundstellen im Amtsblatt der Europäischen Union veröffentlicht wurden, die bei der Fertigung des Druckbehälters angewandt wurden. Hierbei werden Dokumentationen über die Materialien, der Schweißverfahren, die gewählten Kontrollen und einschlägige Informationen zur Auslegung der Behälter verlangt. Auch die Grundlage einer internen Fertigungskontrolle mit überwachten Prüfungen der Behälter (Modul C1).

## Inkrafttreten und Aufhebung
Die Richtlinie trat am 18. April 2014 in Kraft und gilt ab dem 20. April 2016. Sie hebt die Richtlinie 2009/105/EG mit Wirkung vom 20. April 2016 auf.

## Eckpunkte
Die Richtlinie definiert die Pflichten der Hersteller, Einführer und Händler einfacher Druckbehälter.
- Der Großteil der einfachen Druckbehälter, die in den Anwendungsbereich der Richtlinie fallen, muss die CE-Kennzeichnung tragen. Dabei handelt es sich um eine Kennzeichnung, durch die der Hersteller erklärt, dass der Behälter allen wesentlichen Sicherheitsanforderungen, die in den EU-Rechtsvorschriften festgelegt sind, genügt.
- Der Hersteller ist für die Durchführung eines Konformitätsbewertungsverfahrens und die Formulierung ausführlicher technischer Spezifikationen für die von ihm hergestellten Behälter verantwortlich.
- Die Einführer müssen überprüfen, ob das betreffende Konformitätsbewertungsverfahren vom Hersteller ordnungsgemäß durchgeführt wurde, und die zuständigen Behörden informieren, wenn sie der Auffassung sind, dass der Behälter nicht den wesentlichen Sicherheitsanforderungen entspricht.
- Die technischen Unterlagen müssen dokumentiert und zehn Jahre lang aufbewahrt werden.
- Die Betriebsanleitung und die Sicherheitsinformationen müssen in einer Sprache verfasst sein, die von den Endnutzern leicht verstanden werden kann.
- Jeder Hersteller und Einführer muss seinen Namen, seinen eingetragenen Handelsnamen oder seine eingetragene Handelsmarke und seine Postanschrift, unter der er erreicht werden kann, auf dem Druckbehälter angeben.
- Die Richtlinie legt die Anforderungen an die nationalen Marktüberwachungsbehörden bei der Identifizierung nichtkonformer Behälter sowie in Bezug auf Maßnahmen zur Verhinderung der Bereitstellung auf dem Markt oder der Inbetriebnahme dieser nichtkonformen Behälter in der EU fest.